# Elk Falls
Elk Falls es una ciudad ubicada en el de condado de Elk en el estado estadounidense de Kansas. En el año 2010 tenía una población de 107 habitantes y una densidad poblacional de 46,52 personas por km².

## Geografía
Elk Falls se encuentra ubicada en las coordenadas 37°22′19″N 96°11′24″O / 37.37194, -96.19000 (37.371950, -96.190115).

## Demografía
Según la Oficina del Censo en 2000 los ingresos medios por hogar en la localidad eran de $20,893 y los ingresos medios por familia eran $32,500. Los hombres tenían unos ingresos medios de $29,375 frente a los $20,250 para las mujeres. La renta per cápita para la localidad era de $15,817. Alrededor del 2.9% de la población estaban por debajo del umbral de pobreza.